# Samuel Willenberg
Samuel Willenberg, katonai fedőneve Igo (Częstochowa, Lengyelország, 1923. február 16. – Tel-Aviv, Izrael, 2016. február 19.) önkéntesként csatlakozott a lengyel hadsereghez a lengyelországi hadjárat alatt 1939-ben. 1942–1943-ban zsidóként a treblinkai megsemmisítőtábor foglya volt és részt vett az ottani felkelésben és tömeges szökésben. Azután részt vett a lengyel ellenállási mozgalomban és a varsói felkelésben, majd partizánként harcolt. A háború után a hadsereg tisztje lett, de 1950-ben kivándorolt Izraelbe. Ott földmérő mérnök lett, majd nyugdíjasként képzőművészettel foglalkozott. Sokat tevékenykedett a holokauszt megismertetése érdekében. A treblinkai tábor utolsó túlélője volt.

## Életrajza

### Deportálása előtt
Apja, Perec Willberg festő és egy częstochowai zsidó gimnázium tanára volt. Többek között zsinagógákat díszített. Samuel anyja, Maniefa, született Popow, ortdodox orosz volt, de házasságakor a zsidó vallásra tért át. Samuelnek két nővére is volt, Ita és Tamara.
Lengyelország megtámadásakor Samuel 16 éves volt és szünidejét töltötte Radość-ban, Varsó mellett, anyjával és nővéreivel együtt. Szeptember 6-án elindult keletnek, Lublin felé. Az úton csatlakozott a lengyel hadsereghez és részt vett harcokban. Szeptember 25-én Chełm közelében súlyosan megsebesült egy szovjet egységgel való ütközetben. Három hónapot egy tábori kórházban töltött, majd visszatért Radośćba. 1940 elejétől a család Opatów-ban élt együtt. Samuel azzal segítette családját, hogy apja festményeit árulta parasztoknak, majd néhány hónapig egy starachowicei acélműben dolgozott.
1942-ben a család „árja igazolványokat” szerzett be és Częstochowába költözött vissza, de Samuel nővéreit feljelentette egy szomszéd, hogy zsidók, és a németek elhurcolták őket a család által ismeretlen helyre. Anyjuk elindult felkutatni őket, Samuel pedig visszatért Opatówba és a németek által ott kijelölt gettóba került. 1942. október 20-án elhurcolták Treblinkába a gettó kb. 6500 lakójával együtt.

### Treblinkában
Amikor a deportáltakat szállító tehervonat a táborba érkezett, Willenberg apja egyik pecsétes overallját viselte. Szerencséjére az egyik fogoly azok közül, akik a vágány platformján dolgozott, azt mondta neki, hogy adja ki magát kőművesnek, amikor az SS-ek iparosok jelentkezését fogják kérni. Ezzel dolgozó fogoly lett, azok közé tartozva, akiket ideiglenesen életben hagytak a táborban szükséges munkák végzésére. Mindazokat, akikre a SS-eknek nem volt szüksége, azonnal behozataluk után elgázosították.
Willenberget abba a csapatba osztották be, amelyet a deportáltaktól megölésük előtt elszedett holmikat osztályozta. Egyszer nővérei ruhái kerültek a kezébe. Később abba a csapatba került, amelyet a közeli erdőbe vittek fenyőágakat vágni. Ezeket bevitték a táborba és a szögesdrót kerítéseket tűzdelték velük tele, hogy ne lehessen belátni mögéjük. Folyamatosan kellett helyettesíteniük az elszáradt ágakat.
A dolgozó foglyok állandó rettegésben éltek. Különféle okokból és ürügyekkel büntették őket. Willenberg is egyszer 25 szíjütést kapott, és sebei a hátán megfertőződtek. Ő meggyógyult, nem mint azok, akiket lelőttek, ha már nem voltak képesek dolgozni a büntetés után, akárcsak azokat, akik túlságosan legyengültek vagy túl betegek voltak. Mint az összes többi dolgozó fogoly, Willenberg tudta, hogy ők is megsemmisítésre vannak ítélve, csak azt nem tudták, meddig hagyják őket életben.
1943 februárjában–márciusában egyes események Németország közeli legyőzését jelezték, ezért a foglyok arra gondoltak, hogy hamarosan mindannyiukat megölik. Annak érdekében, hogy ezt elkerüljék, néhányan, akik a foglyok elitjéhez tartoztak (az SS-ek betegszobájának egyik orvosa, munkacsapatokhoz tartozó csoportok munkavezetői, egy kápó stb.) bizottságot alkottak, mely arra a meggyőződésre jutott, hogy csak akkor van esélyük legalább egy részüknek megmenekülni, ha lázadást szerveznek, és az összes fogoly megszökik. A bizottság kb. 60 fogolyt talált megbízhatónak arra, hogy bevonják az összeesküvésbe, köztük Willenberget, aki azon kevesek közé tartozott, akiknek volt némi katonai tapasztalata. Többek között hozzájárult pénz beszerzéséhez. Például egyszer nagy összeget vitt a bizottság főnökének a Goldjudentől (az arannyal megbízott zsidóktól), akik a deportáltaktól elszedett pénz és értéktárgyak osztályozását végezték és életük kockáztatásával sajátítottak el ilyeneket. Ezt a pénzt fegyverek vásárlására szánták a táboron kívülről, ami egyébként csak nagyon kis mértékben sikerült.
A foglyok 1943. augusztus 2-án lázadtak fel. Tervük szerint sikerült közvetlenül a felkelés kirobbantása előtt fegyvereket, lőszert és gránátokat kivenniük a fegyvertárból, de megakadályozta ezt egy előre nem látott esemény, és nem tudtak eleget kivenni. Azután újabb váratlan esemény miatt nem tudták követni a tervet, és káosz tört ki. Mégis a felkelőknek sikerült felgyújtaniuk a tábor nagy részét, de csak kevés lövéssel tudták viszonyozni az őrök sokkal több fegyvereinek tüzét. Amint a megemlékezéseiben állította, Willenberg elvette a fegyvert egyik társától, aki habozott lőni, és ő ölt vagy sebesített meg egy őrt, aki géppuskával tüzelt őrtornyából. Miután kiszökött a táborból, azt vette észre, hogy lövés érte az egyik lábát.
Sok fogoly meghalt a felkelés alatt és amikor megpróbáltak kijutni a táborból, azonban 350-400 személynek sikerült megszöknie. A németek a szökevények likvidálására irányuló hajtóvadászata nyomán csak 77 fogoly menekült meg és élte túl a háborút, köztük Willenberg.

### A szökés után
Willenberg lengyelek segítségének és annak a pénznek köszönhetően menekült meg, amit életének kockáztatásával szerzett meg. Ezt azokban a ruhákban elrejtve találta, amelyek osztályozás közben kerültek a kezébe. Sikerült eljutnia apjához, aki Varsóban rejtőzködött hamis papírokkal. Az ellenállási mozgalom tagja lett, többek között közreműködött fegyverek beszerzésében. Ignacy Popow névre szóló hamis papírokkal rendelkezett, innen az Igo katonai fedőneve. 1944. augusztus 1-je után részt vett a varsói felkelés harcaiban, majd ennek leverése után vidékre menekült és partizán egységben harcolt tovább.

### A háború után
A harcok megszűnése után Willenberg olyan zsidó gyerekek felkutatásával foglalkozott, akik lengyeleknél élték túl a megszállást, és önvédelmi tanfolyamokat szervezett fiatal zsidók számára. Azután tiszti iskolát végzett és katonai repülőtér parancsnoka lett Łódź közelében, Tomaszów Mazowieckiben. Hadnagyi rangig vitte, de csak 1946-ig maradt a seregben.
1948-ban feleségül vette Ada Willenberget (született Lubelczyk), aki a megszállás alatt megszökött a varsói gettóból, majd hamis árja igazolvánnyal Németországba vitték munkára. 1950-ben feleségével és édesanyjával kivándoroltak Izraelbe.
Izraelben földmérő mérnöki tanulmányokat végzett és ebben a szakmában dolgozott 40 éven át. Fő földmérő lett az Építés- és Lakásügyi Minisztériumban. 1960-ban született Orit lánya, aki építész lett.

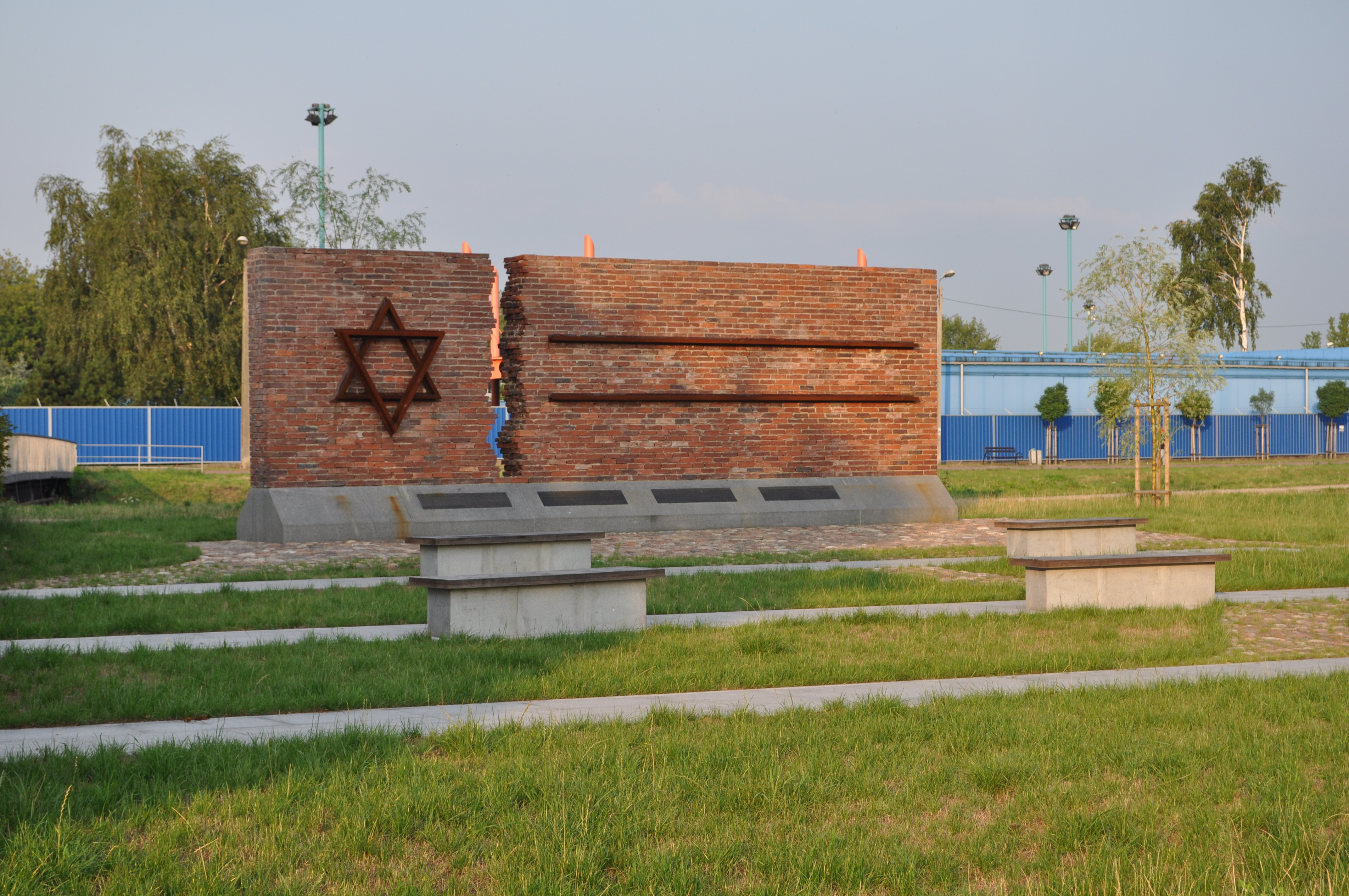
A częstochowai gettó helyén létesített emlékmű Samuel Willenberg terve szerint

1993-ban nyugállományba vonult, képzőművészeti tanulmányokat folytatott egy szabadegyetemen és főleg treblinkai tapasztalataiból ihletett kis bronzszobrokat kezdett készíteni. Szobraiból kiállítást rendeztek Hamburgban és Berlinben, majd 2003-ban Varsóban és Częstochowában. 2009-ben felavatták az általa tervezett emlékművet a częstochowai gettó helyén.
Kötelességének tartotta tanúskodni a holokauszt idején átélt tapasztalatairól. Már 1945-ben megírta emlékiratainak első változatát, amelyet hivatalos tanúvallomásként iktattak be, de nem jelent meg és gépírott szövegként van meg a varsói Zsidó Történelmi Intézet levéltárában. 1983-tól kezdve harmincnál több treblinkai látogatáson vett részt izraeli fiatalokkal, előadásokat tartva maga készítette rajzok felhasználásával is.

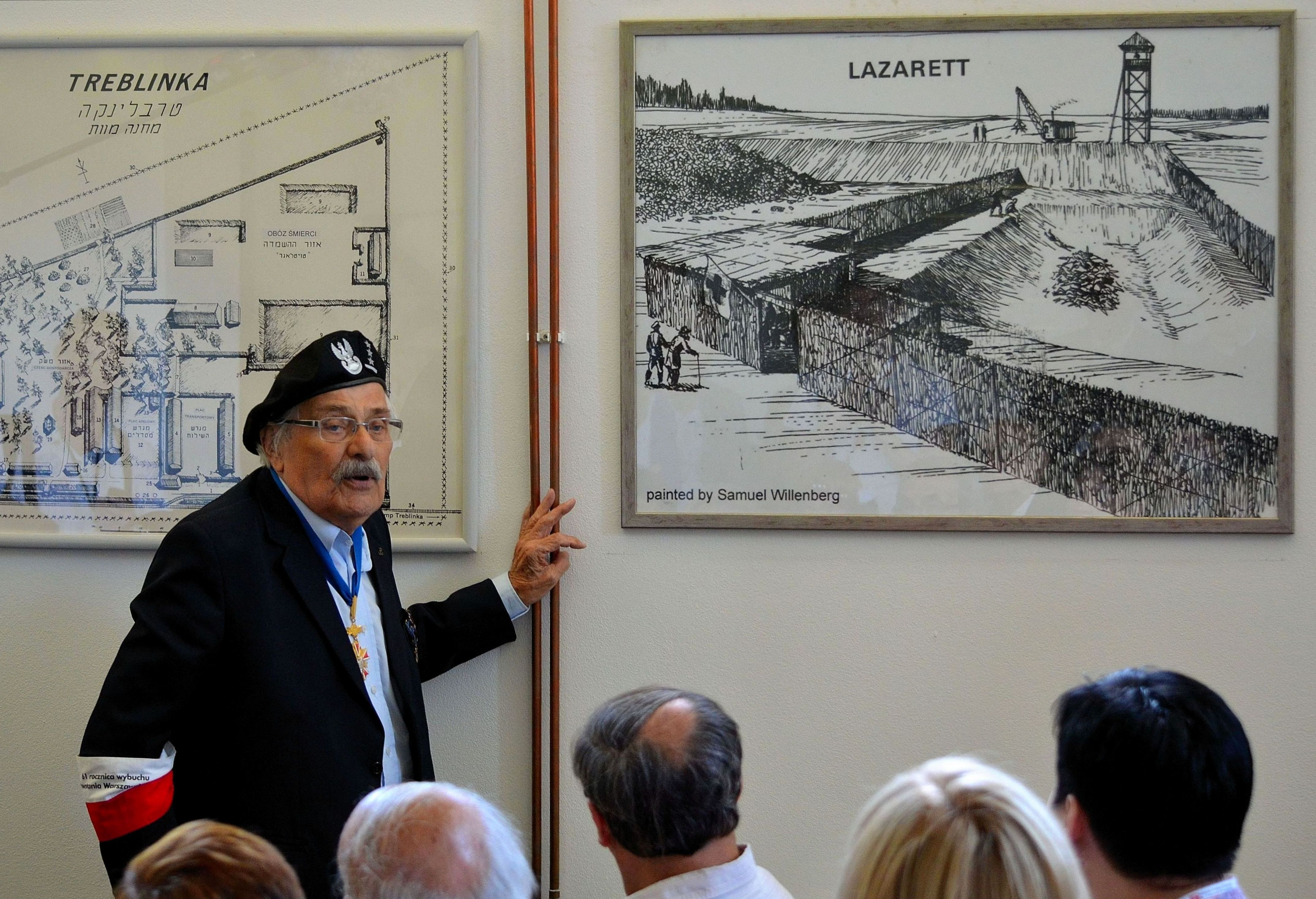
Samuel Willenberg 2013-ban, a treblinkai tábort bemutatva rajzai felhasználásával

Emlékiratai héberül jelentek meg először, 1986-ban, majd angolul (1989-ben), lengyelül (1991-ben) és egyéb nyelveken.

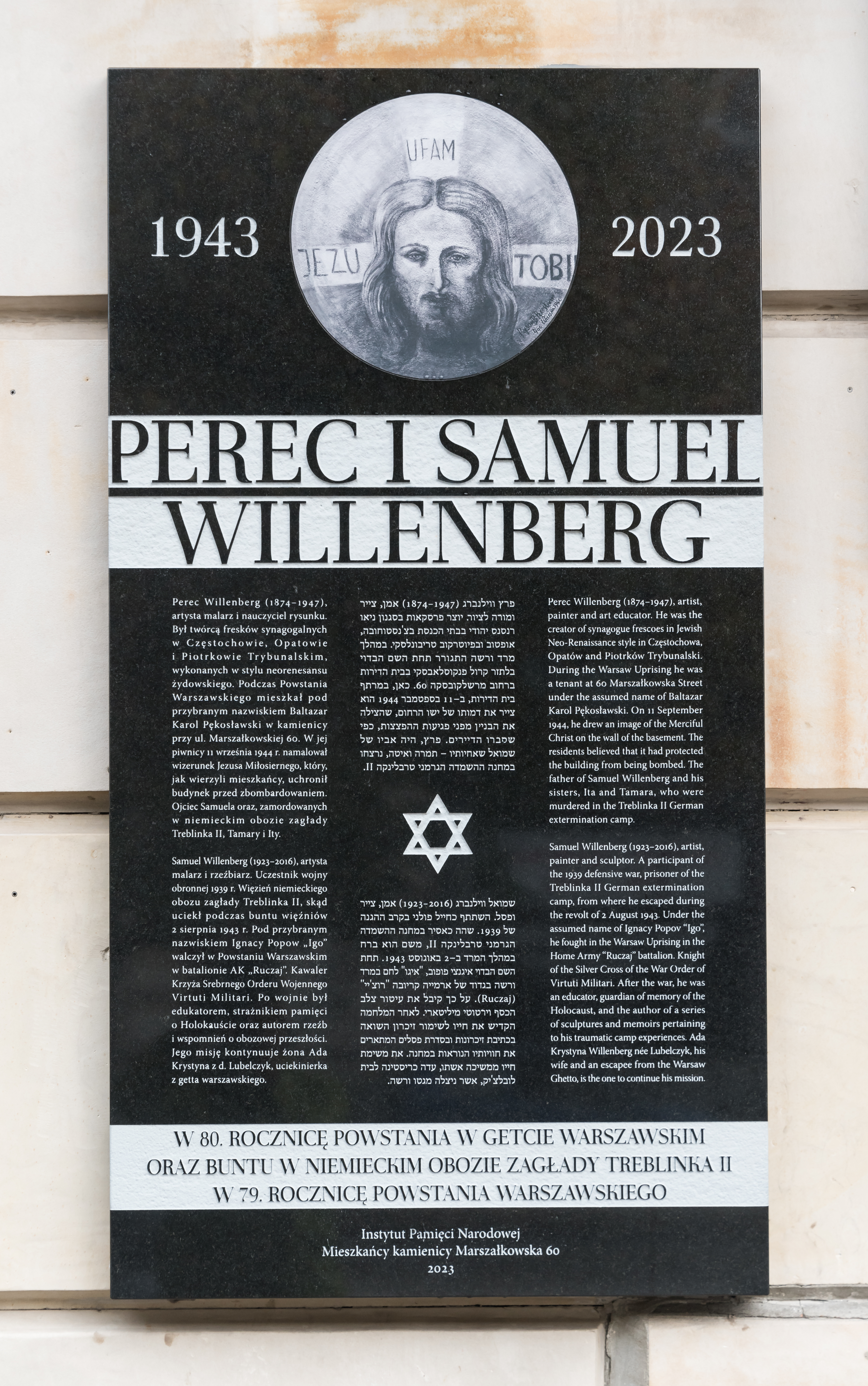
2023-ban leleplezett emléktábla Perec és Samuel Willenberg tiszteletére az apa varsói lakásának épületén

1994-ben visszakapta lengyel állampolgárságát, amit 1950-ben vontak meg tőle kivándorlásakor.
Nyolc dokumentumfilm készült Willenberg részvételével, köztük az alábbiak:
- 2002 – Ostatni świadek (Az utolsó tanú) – lengyel film Kalman Taigman(wd) fogolytársával is;[37]
- 2002 – A pesar de Treblinka (Treblinka ellenére) – uruguayi film Taigmannal és Chil Rajchman társukkal is;[38]
- 2012 – Death Camp Treblinka: Survivor Stories (A treblinkai haláltábor. Túlélők elbeszélései) címmel az Egyesült Királyságban és Treblinka's Last Witness (Treblinka utolsó tanúja) címmel az Amerikai Egyesült Államok-ban – a BBC filmje Willenberggel a volt tábor helyén, Varsóban és Izraelben, itt Taigmannal együtt.[39]

Willenberget több kitüntetéssel tisztelték meg:
- Virtuti Militari Érdemrend(wd) ezüstkeresztje;
- Polonia Restituta Érdemrend parancsnoki fokozata;
- Lengyel Köztársaság Érdemrendjének(wd) parancsnoki fokozata;
- Bátorságért Kereszt(wd) (kétszer);
- Érdemkereszt Kardokkal(wd) arany fokozata;
- Varsói Felkelés Keresztjének(wd) arany fokozata;
- Lengyel Hadsereg Érdemérmének(wd) arany fokozata.

Willenberg 2016-ban hunyt el Tel-Aviv-ban, 93 éves korában. Ő volt a treblinkai tábor utolsó túlélője.